# Штурм Прозора
Штурм Прозора — атака югославских партизан на город Прозор, совершённая 15-16 февраля 1943 против итальянского гарнизона. Проводилась в ходе битвы на Неретве и завершилась тактической и стратегической победой партизан.

## Расстановка сил
Прозор охранялся 3-м батальоном 259-го пехотного полка итальянской дивизии «Мурче» при поддержке роты лёгких танков и артиллерийского дивизиона (численность около 800 человек). Город был хорошо укреплён, окружён системой долговременных огневых точек и бункеров, а также противопехотными заграждениями в виде колючей проволоки. Бункеры защищались централизованной системой ведения огня.
Против гарнизона были отправлены три бригады 3-й дивизии: 1-я Далматинская с западной стороны, 5-я черногорская с севера и 3 батальона 10-й герцеговинской с востока.

## Битва
В 20:00 15 февраля началась атака на город. Нападение продвигалось успешно не на всех направлениях. Наиболее успешным оно было в секторе 1-й Далматинской бригады, которая прошла первую линию обороны и отбила первые дома. На рассвете 16 февраля, однако, штаб расценил результаты атаки как неудовлетворительные и вывел войска, чтобы те не попали под обстрел итальянской артиллерии.
Бой продолжился только вечером. По одной из военных легенд, Иосип Броз Тито лично отправил при помощи своего курьера войскам депешу всего с четырьмя словами: «Прозор должен пасть вечером» (серб. Прозор ноћас мора пасти). В 23:00 войска возобновили атаку: 3-я дивизия при поддержке семи гаубиц из Артиллерийского дивизиона Верховного штаба и с двумя батальонами 3-й краинской бригады приняли участие в атаке. И эта атака оказалась успешнее: 3-й Мостарский батальон 10-й герцеговинской бригады добрался до центра города, дальше продвинулись и силы 5-й черногорской бригады.
В час ночи 17 февраля итальянский гарнизон запаниковал и начал выбегать из города. Остатки итальянских войск собрались в моторизованную колонну, усиленную танками, и ринулись в коридор между Рамой и Ябланицей, однако два батальона 10-й герцеговинской бригады, вооружённые противотанковыми ружьями и гранатами, уничтожили эту колонну. Югославы добились полной победы.

## Результаты
Итальянцы потеряли 220 человек убитыми, число раненых счёту не поддавалось. 280 человек попали в плен. Югославы потеряли 23 человека убитыми, 78 получили лёгкие ранения, 39 — тяжёлые. Некоторые из бойцов позднее умерли от ран в ближайшие дни.
Партизанам, помимо города, в руки досталась богатая добыча: пять лёгких танков итальянцев, четыре гаубицы, две противотанковые пушки, 4 миномёта, 12 пулемётов, 25 пистолетов-пулемётов, 10 грузовиков, трактор, 500 винтовок и огромное количество боеприпасов.
Взятие Прозора стало ещё одним ударом по итальянским войскам в ходе битвы на Неретве: 16 февраля близ Дрежницы силами 2-й пролетарской дивизии был уничтожен 1-й батальон 260-го полка дивизии «Мурче», с 20 по 22 февраля был уничтожен 1-й батальон 259-го полка той же дивизии. Разгром более мелких итальянских войск привёл к тому, что партизаны освободили участок долины реки Неретва от Мостара до Коньица.